# Cantabras Serpens
Il Cantabras Serpens è una struttura geologica della superficie di Marte.